# Pithecellobium grisebachianum
Espèce
Synonymes
- Calliandra aristulata Rizzini[2]
- Calliandra grisebachiana (Harms) Speg.[2]
- Feuilleea bahiensis Kuntze[2]
- Pithecellobium foliolosum Benth.[2]
- Pithecellobium grisebachianum Harms[2]
- Pithecellobium myriophyllum Malme[2]
- Pithecellobium oligandrum Rizzini[2]
- Pithecolobium foliolosum Benth.[2]

Pithecellobium grisebachianum est une espèce de plantes à fleurs de la famille des Fabaceae.

## Publication originale
- Repertorium Specierum Novarum Regni Vegetabilis 17: 92. 1921.